# Reina-Valera
De Reina-Valera is een oude Spaanse vertaling van de Bijbel. Deze werd voor het eerst gepubliceerd in 1569 te Bazel. Het kreeg de bijnaam 'Biblia del Oso', vertaald: 'Bijbel van de Beer', vanwege de tekening op de voorkant van een beer die honing eet. Het was niet de eerste complete Spaanstalige Bijbelvertaling, in de eeuwen ervoor werden er al enkele gepubliceerd. Het is wel wereldwijd de meest gebruikte Spaanstalige Bijbel. De vertaling was een gemeenschapsproject en de belangrijkste vertaler was Casiodoro de Reina, een onafhankelijke protestantse theoloog. De eerste revisie vond plaats in 1602 en werd geleid door Cipriano de Valera. Naar deze twee mannen is de Reina-Valera genoemd. De vertaling is gebaseerd op de Masoretische Tekst en de Textus Receptus. Daarnaast werd gebruikgemaakt van vertalingen in verschillende talen. Voor het Oude Testament ging dat met name om de Ferrara Bijbel, een vertaling in het Ladino. Tegenwoordig gebruiken de meeste mensen de revisie van 1960, hoewel sommige conservatieve christelijke groeperingen nog de revisie van 1909 gebruiken, die doorgaans wordt aangeduid als Reina-Valera Antigua.